# Јасењица
Јасењица (слч. Jasenica) насељено је мјесто са административним статусом сеоске општине (слч. obec) у округу Повашка Бистрица, у Тренчинском крају, Словачка Република.

## Становништво
| Година:    | 1994. | 2004.   | 2014.   | 2024.    |
| ---------- | ----- | ------- | ------- | -------- |
| Број људи: | 950   | 976     | 1063    | 1245     |
| Разлика:   |       | +2,73 % | +8,91 % | +17,12 % |

| Година:    | 2023. | 2024.   |
| ---------- | ----- | ------- |
| Број људи: | 1238  | 1245    |
| Разлика:   |       | +0,56 % |

Према подацима о броју становника из 2024. године насеље је имало 1245 становника.